# 金子みゆ
金子 みゆ（かねこ みゆ、2003年8月13日 - ）は、日本の女性タレント、歌手、モデル、女優、TikToker、インフルエンサー。Uniiique所属。株式会社STARBASEと業務提携。福岡県宗像市出身。元LinQのメンバー。

## 略歴

### LinQ時代（2018年 - 2023年9月）
2018年、中学2年生の頃に地元ファッションイベントのオーディションでスカウトされ、福岡のプロダクション『ジョブ・ネット』に入所。そして中3から事務所の育成部門 IQプロジェクト研究生に籍を置き、社内オーディションを経て同年7月末、女性アイドルグループ「LinQ」のメンバーに昇格。同9月1日に9期生として正式デビューする。
順調に実績を重ね、高校生になった16歳の誕生日から動画プラットフォーム「TikTok」に投稿を始める。緩やかにフォロワーを増やしていき、世界的な新型コロナウイルス感染症が拡大した2020年から2021年の自粛期間中に、100万フォロワーに達し徐々に注目を集める。LINEリサーチ（約559万人）による高校生を対象とした2021年の調査では、TikTok部門で2位の支持を集めた。翌2022年内には200万フォロワー以上になり、メディアからは「現役アイドルではトップクラスのフォロワー数を抱えるTikToker」などと紹介されている。
これらの活動で知名度が上がり、各所からプロモーションの依頼が増加。ソロ活動において、2022年1月に株式会社STARBASEとエージェント業務提携を結んだ。同3月にはモデルとして『関西コレクション』にて初ランウェイ。同月末には、アンバサダーを務めたフラワーバトン運動がギネス世界記録に認定されている。
同年9月、新設した芸能事業部「Uniiique」（ユニーク）に社内移籍。同11月、初のデジタル写真集をリリース。
2023年初頭、初主演映画『猫の記憶』が上映。同年5月、ミスいちご2023メンバー（第7期）に選出。同年5月29日、同年9月の予定で所属グループ「LinQ」からの卒業を表明。8月、1st写真集（製本）を刊行。9月16日に東京、18日に地元福岡の卒業公演をもって「LinQ」を卒業した。
以後は下記に記している通り個人での活動に専念している。

### ソロ活動以降（2023年秋 - ）
2023年秋、東京に拠点を移し活動開始。
2024年、ジョイフル恵利（ジョイフルまるやま）主催の『振袖TEENS』6期生に選出。ソロアーティストとしても活動することを発表し、同年2月14日に1stソロシングル「おSUSHI」をデジタルリリース。10月、第50回衆議院議員総選挙 福岡県スペシャルアンバサダーに選出。11月、NHK朝ドラ『おむすび』に出演。
2025年1月、日本コロムビアよりデジタルシングルをリリースし、メジャーデビュー。また同レーベルより、2月放送開始のスーパー戦隊シリーズ50周年作品のエンディング主題歌も担当した。8月、初のワンマンライブを開催。

## 人物
- 福岡県出身。家族には、弟と妹がいる。
- 趣味は、コミックやアニメなどのサブカルチャーを好み[26]、幼少期からはプリキュアシリーズのファン。アトラクション全般が好きで、バンジージャンプの願望がある。その他、K-POPを聴くこととお昼寝が趣味。
- 特技は、4才の頃から続けているダンス[26]。
- 好物は、マスカットなどスイーツ全般[27]。コンビニアイスのインフルエンサーをしたこともある[28]。
- キャッチコピーは「恐れを知らない○○歳」（○○歳は現時点の年齢）。
- 元ラストアイドルの水野舞菜とは親しい交友があり、共演することもある。

## LinQ関連
- 9期生

LinQ初代リーダーだった上原あさみ にスカウトされ入所。IQプロジェクト研究生を経てから社内オーディションにて、涼本理央那と共に昇格し9期生としてデビュー。担当カラーは青。
- 新世代メンバー

所属したLinQは、結成期からの大所帯だった時代と、運営スタイルを刷新して組織化された再編成後の2つの時期に分かれる。自身は、その新生LinQとなって以降の最初の昇格メンバーとして加入した。当時は最年少であったが、2021年に初めての後輩メンバーを迎えている。
グループに加入して以降2020年代の頃には、中央に寄った事実上のセンターに位置していた。
- 歴代最多フォロワー

SNSの方面において、歴代メンバーの中では最も多くのフォロワーを抱え（2023年卒業時点 各トータル約300万人）、グループの知名度向上に貢献した。所属事務所では縁の薄かったファッションの分野にも進出し、新規に興した共同事業部Uniiique（ユニーク）の設立に影響を及ぼしている。

## 作品

### ディスコグラフィ

#### デジタルシングル
- インディーズ（STARBASE Records）

1. おSUSHI（2024年2月14日）
2. グリンピース（2024年4月1日）
3. TKGシンドローム（2024年7月6日） - テレビアニメ『ニンジャラ』エンディングテーマ曲[33]、KBCテレビ『ケンドーコバヤシと乾杯 / 同伴しませんか？』テーマソング
4. ステンバイミー（2024年11月27日） - 作詞共作[34]

- メジャーレーベル（日本コロムビア）

1. アタシのハートに降参ね（2025年1月22日） - 作詞共作[35]
2. 絆創膏（2025年7月6日） - 作詞共作、TOKYO MX/サンテレビ『ブサメンガチファイター』エンディングテーマ曲[36]

#### 企画・その他

##### CD
- ナンバーワン戦隊ゴジュウジャー 主題歌「ビリビリBe-lie-ving」（2025年3月19日、日本コロムビア） - テレビ朝日系『ナンバーワン戦隊ゴジュウジャー』エンディングテーマ曲

##### 配信
- 金子みゆ＆ジバニャンコマさん「ようかいたいそう♪」（2022年10月7日、avex FRAME） - テレビ東京『妖怪ウォッチ♪』エンディングテーマ曲[37]
  - c/w 金子みゆ「ようかいたいそう♩=134」 - 劇場版『妖怪ウォッチ♪ ジバニャンvsコマさん もんげー大決戦だニャン』エンディングテーマ曲
- MATZ & Ninni（芦田菜名子） feat. 金子みゆ「こまっちゃうな」（2024年8月21日、STARBASE Records）

### 写真集
- 金子みゆ 1st写真集『恋人日記』（2023年8月23日、講談社、撮影: Takeo Dec.）
- 金子みゆ卒業公演オーダーメイド写真集『Graduation tour』（2023年9月23日、ヤマゼンコミュニケイションズ）

デジタル版
- 金子みゆ WHITE graph デジタル写真集（2022年11月22日、講談社、撮影: 女鹿成二）
- 金子みゆ 1st写真集『恋人日記』アザーカットエディション（2023年8月23日、講談社、撮影: Takeo Dec.）

## 出演

### ドラマ
- 君には届かない。（2023年9月27日（26日深夜） - 11月15日（14日深夜）、TBSテレビ） - 森沢愛 役
- 余命1ヶ月って言ったじゃん（2024年3月16日、テレビ愛知/テレビ東京系） - 小本智恵 役
- GTOリバイバル（2024年4月1日、関西テレビ/フジテレビ系） - 私立相徳学院高校生徒 役
- 連続テレビ小説 おむすび 第26回 -（2024年11月4日 -、NHK総合） - カナ 役[22]
- 福岡恋愛白書20『スイーツメモリーズ』（2025年3月28日、九州朝日放送） - 長野由美 役

配信ショート
- だってヒロインじゃない（フジテレビ）
  - 「この恋、卒業します」（2024年3月15日配信）
  - 「陰キャの恋」（2024年4月12日 - 17日配信） - 日和 役
  - 「陽キャの恋」（2024年4月22日 - 24日配信） - 日和 役
  - 「汚部屋女子」（2024年9月10日 - 13日配信） - ミウ 役

### 映画
- 猫の記憶（2023年1月15日公開、糸島映画製作所） - 主演： 藤崎紫音 役

### バラエティ
（レギュラー・準レギュラー・特別出演のみ）
- 福岡県庁知らせた課（2018年 - 2020年3月、RKB毎日放送）
- IQとLinQする。（2018年 - 2019年4月、Pigoo）
- 新・IQとLinQする。（2019年8月 - 2023年3月、Pigoo）
- なすなかにしのゲームキングダム（2023年4月から不定期、BS11）

### ラジオ
- music×serendipity内「カワイイ女子旅ココしっと～と？」（2020年12月 - 2023年9月、LOVE FM） - 金曜 週替わりパーソナリティ
- GIRLS☆PUNCH「今夜もあなたにLinQリック!」（2022年9月 - 2023年、RKBラジオ） - 週替わりパーソナリティ

### 配信
- 進研ゼミチャンネル「みんなの実習室」（2022年3月16日OA、ベネッセコーポレーション）
- 動画、はじめてみました「内緒話はファミレスで…」（2023年4月8日・15日OA、テレビ朝日YouTube）
- シリタカ!「密着！”フォロワー日本１”アイドル卒業・金子みゆ」（2023年9月27日OA、KBC NEWSチャンネル）

YouTuber
- 水野舞菜チャンネル（YouTube）
  - 「金子みゆちゃんといろんな質問に答えてみた!!!」（2022年3月25日OA）
  - 「総フォロワー数340万人のTikTokerは外で気づかれる??」（2022年7月9日OA）
  - 「視聴者からの無茶振りに答えるゲームしたら神回になった」（2022年12月9日OA）
  - 「みゆちゃんが20歳になったので爆飲みしたら酔いすぎて」（2023年12月15日OA）
- ジュキぱっぱチャンネル（YouTube）
  - 「絶対に食べてはいけない1万円企画をやったらアイドルが大爆発」（2022年6月23日OA、YouTube）
  - 「初対面の女子と車でディズニー行ったら気まずすぎたわ」（2022年10月4日OA、YouTube）
- Hikaruチャンネル（YouTube）「第1回！ネクステモテ王決定戦!」（2022年8月22日OA、YouTube）
- かっつーチャンネル（YouTube）
  - 「なんだこの子？可愛すぎない？？」（2022年9月17日OA）
  - 「じゃあ、付き合う？」（2023年4月11日OA）
- ぎしだけですチャンネル「金子みゆと…」（2022年10月3日OA、YouTube）
- パンナコタpannakotaチャンネル「現役アイドルと激辛のブルダック生春巻き爆食いしたら人見知り爆発した..」（2023年2月2日OA、YouTube）
- かの/カノックスターチャンネル「元アイドルの金子みゆとヌテラフレンチトースト食べて過去のライブ中にポロリして流出した件について聞いたら黒歴史すぎた」（2023年10月25日OA、YouTube）
- 中町純平のマジ酔ってるわ!!「まなみゆJPで酒飲んだら女子が勝手に酔って面白すぎ」（2023年12月8日OA、YouTube）

### ミュージックビデオ
- ビーグルクルー「ONE TEAM」（2021年8月18日、ユニバーサルミュージック） - 全国高等学校・中学校ゴルフ選手権特別大会テーマソング[38]

### CM・広告・イメージモデル
2010年代
- ピザクック（2018年以降LinQ在籍期間 、イワタダイナース）
  - ピザクックヒーロー「銀河新星グレイトZ」グレイトチアーズ（2021年4月）
- LUX「アスレジャー」九州アンバサダー（2019年3月、ユニリーバ・ジャパン）
- LinQ×一幸舎 PREMIUM RAMENBOX（2019年4月、博多一幸舎）
- SCRAMBLE（2019年 - 2021年、フォッグ株式会社） - コンビニアイスのインフルエンサー[28]
- 福岡マラソン 2019大会公式サポーター（2022年5月 - 11月、福岡陸上競技協会）
- KAGOME「野菜生活100あまおうミックス」アンバサダー（2019年12月、KAGOME）

2020年代
- タイ観光リージョナルアンバサダー（九州地区）（2020年1月、タイ国政府観光庁）
- ネッツトヨタ西日本「カワイイ女子旅ココしっと〜と?」(2020年5月 - 2023年9月、トヨタ自動車)
- 博多マルイ「ポップンでにっしゅ&VEGETOMO」(2020年11月 - 12月、丸井グループ)
- SUNQパス アンバサダー（2021年3月 - 2022年3月、SUNQパス運営委員会）
- 中間市「未来のまちづくり」アンバサダー（2021年3月、中間市役所）[39]
- LinQ×新天町「新天町を盛り上げるっちゃんキャンペーン!」モデル（2021年8月4日 - 30日、新天町商店街公社 新天町商店街商業協同組合）[40]
- FUKUOKA 愛 PROJECT 公式アンバサダー（2021年11月 - 2022年、Flower City Company）
- 美祢のええもん発信隊（2021年11月、美祢市観光商工部）[41]
- イオン九州「日清のどん兵衛×LinQ」キャンペーンモデル（2021年12月6日 - 2022年1月6日、日清食品）
- ROHTO「ロートZi」webCM & 広告モデル（2022年3月OA、ロート製薬）[42]
- 福岡マラソン（福岡陸上競技協会）
  - 2022大会アンバサダー（2022年3月 - 11月）[43]
  - 2023大会アンバサダー（2023年4月 - 9月）
- クラフトボス ミルキープレッソ「ニューニューなダンス」webCM（2022年4月OA、サントリー食品インターナショナル）[44]
- ふるさとWish ポスターモデル（2022年5月、KBC九州朝日放送）
- 帝京大学「福岡キャンパス」WebCM（2022年7月OA、帝京大学グループ）[45]
- LinQ×高尾 最新機種新プロジェクト（2022年、(株)高尾）[46]
- Miyu Kaneko×UNALLOYED（2022年9月、60%（株式会社シックスティーパーセント））[47]
- PUMA×atmos pink「GV SPECIAL」広告モデル（2023年3月、プーマジャパン / Foot Locker atmos Japan）
- Charichari & LINE Fukuoka アンバサダー（2023年4月、neuet）
- ミスいちご2023（2023年5月 - 年内、リトルワールド）
- Asahi 超十代監修（アサヒ飲料）
  - シアーオ・レ（2023年5月）[48]
  - 透明感クリームソーダ（2023年9月）
  - ヨギッシュソーダ！（2024年8月）
- 千鳥屋本家「ヨーデルン」TVCM & WebCM（2023年12月OA、千鳥屋グループ）
- ジョイフル恵利『振袖TEENS』第6期モデルズ（2024年、ジョイフルまるやま）
- 金子みゆ×VARZAR（2024年2月、60%（株式会社シックスティーパーセント））[49]
- WEGO ゲームグラフィックビッグT 広告モデル（2024年5月、株式会社ウィゴー）
- ドコモ×超十代 CZO（チーフ・ジェネレーションZ・オフィサー）（2024年8月、NTTドコモ）[50]
- FOOTBALLアパレルPACK「adidas Originals」（2024年9月、ABC-MART）

PR（単発）
- KBCラジオ・チャリティー・ミュージックソン（2018年LinQ在籍期間毎年）
- 福岡市 不法投棄街頭啓発キャンペーン（2018年6月・2019年6月・2022年6月、福岡市役所）
- LinQ×BOOK OFFコラボ 一日店長PR（2019年6月ほか、ブックオフコーポレーション）
- 福岡県「新型コロナウイルス医療従事者応援金」（2020年6月、福岡県庁 保健医療介護総務課）
- 映画『劇場版ポケットモンスター ココ』PR（2020年12月、ピカチュウプロジェクト）[51]
- アサデス。KBC「どこでもアサデス。」PR動画/デジタルサイネージ（2022年4月OA、KBC九州朝日放送）
- 北九州市コロナ対策 PRCM（2022年11月OA、北九州市新型コロナウイルス感染症対策室）
- JR西日本「アオタビ」PR（2023年3月、西日本旅客鉄道）
- GRAPHT『超ゲーム部』マーケティングPR（2023年3月、株式会社 MSY / 株式会社 超十代）[52]
- 東京都『STOP！若者の消費者トラブルCMシナリオ・動画コンテスト』PR（2023年12月、東京都消費生活総合センター） - 審査員
- FRONTIER『FRGLB760/SG3』PR（2023年12月、DIGITAL DIYer）[53]
- SoftBank×GTOリバイバル インフォマーシャル（2024年3月OA、ソフトバンク）
- 第50回衆議院議員総選挙 福岡県スペシャルアンバサダー（2024年10月、福岡県選挙管理委員会 / 福岡県明るい選挙推進協議会）

### 雑誌
- 週刊SPA! TIF特別号（2020年9月、扶桑社）[54]
- LARME（2023年から、徳間書店） - 不定期掲載

### ファッション
- 関西コレクション（京セラドーム大阪）
  - 2022 S/S（2022年3月5日）
  - 2023 S/S（2023年3月4日）
- 超十代（渋谷ヒカリエホール）
  - -ULTRA TEENS FES- 2022（2022年3月31日）
  - -ULTRA TEENS FES- 2023（2023年3月30日）
  - -ULTRA TEENS FES- 2024（2024年3月28日）[55] - 実行委員兼任
  - -ULTRA TEENS FES- 2025 10th Anniversary（2025年3月26日）
- FASHION LEADERS 2022（2022年9月24日、大阪なんばHatch）[56]
- 札幌コレクション 2022 A/W（2022年10月29日、北海きたえーる）[57]
- 東京ガールズコレクション
  - TGC teen ICHINOSEKI 2023（2023年5月27日、一関市総合体育館 ユードーム）[58]
  - TGC teen 2023 Winter（2023年11月12日、LINE CUBE SHIBUYA）[59]
  - 2024 S/S（2024年3月2日、国立代々木競技場 第一体育館）
- GAKUSEI RUNWAY（大阪なんばHatch）
  - 2023（2023年6月4日）
  - 2024 A/W（2024年12月28日）
- Girls²  COLORZ SHOW（2023年8月2日、Zepp Haneda）
- IDOL RUNWAY COLLECTION（2023年8月7日、国立代々木競技場 第二体育館）
- JAPAN FASHION FESTA 2023（2023年12月16日、浅草橋ヒューリックホール）[60]
- Yogibo BOOM TOKYO 2024（2024年6月1日、幕張メッセ イベントホール）

### ワンマンライブ
- 1st Live「Step up」（2025年8月11日、渋谷RING）

### イベント
個人のみ
- 福岡クリスマスマーケット TENJINステージ（2021年12月14日、福岡市役所西側ふれあい広場）[61]
- キャナル誕生祭「あああつし & 金子みゆ」エンタメステージ（2022年4月30日、キャナルシティ博多）
- ミスいちごIDOL2023（2023年2月22日、都内） - 特別審査員
- 第43回 サタデープログラム（2023年6月24日、東海中学校・高等学校）
- Netflix × au「ココロ、オドル。夏キャラバン」トークイベント（2023年8月12日、サッポロファクトリー）
- Uniiique Fes（2023年11月25日、ベルエポック美容専門学校 第二校舎ホール）[62]
- 振袖TEENS第6期生お披露目イベント（2024年1月9日）[63]
- バンタンクリエイターアカデミー トークイベント（2024年4月27日、バンタン東京校）
- 東京ベルエポック美容専門学校オープンキャンパスイベント（2024年5月5日）
- Genki Japan fes 5.19（2024年5月19日、銀座 時事通信ホール） - アシスタントMC
- 超十代 大運動会2024（2024年8月21日、国立代々木競技場第二体育館）
- Oshi Fes in IKEBUKURO（2024年8月25日、池袋グローバルリングシアター） - MC
- STARRZ TOKYO（2024年9月25日 - 27日、品川区立総合区民会館）
- 花園大学 京花祭2024（2024年10月20日）
- 文教大学 第40回聳塔祭（2024年11月26日、文教大学湘南キャンバス）